# Ophir
Das Land Ophir oder auch Ofir (hebräisch אוֹפִיר ʾōfīr) ist ein Goldland in der Hebräischen Bibel. König Salomo soll von dort sein Gold geholt haben. Ophir wird oft mit dem aus ägyptischen Quellen bekannten Goldland Punt in Zusammenhang gebracht.

### Erwähnungen im Alten Testament

#### 1. Buch der Könige
Der Bericht: „König Salomo baute auch eine Flotte in Ezjon-Geber, das bei Elat an der Küste des Schilfmeers in Edom liegt. Hiram schickte seine Leute, geübte Seefahrer, mit den Leuten Salomos zu Schiff aus. Sie fuhren nach Ofir, holten von dort 420 Talente Gold und brachten es dem König Salomo“ (1 Kön 9,26-28 ) steht mit den Erwähnungen der Königin von Saba in direktem Zusammenhang: „Sie (Königin von Saba) gab dem König 120 Talente Gold, dazu eine sehr große Menge Balsam und Edelsteine. Niemals mehr kam so viel Balsam in das Land, wie die Königin von Saba dem König Salomo schenkte. Auch die Flotte Hirams, die Gold aus Ofir holte, brachte von dort große Mengen Almuggimholz und Edelsteine“ (1 Kön 10,10-11 ).
Das kostbare „Almuggimholz“ verweist eher auf eine Region im Libanon und ist weniger mit der Lage von Ophir zu verbinden. Die Angaben in Kapitel 10 bezüglich des Almuggimholzes sind als nachträglich eingebrachte redaktionelle Ergänzung anzusehen, um die Herkunft der Baumaterialien für Salomos Tempel zu erklären und um eine Verbindung zwischen Salomo und Hiram zu konstruieren. Als historische Annalennotiz scheiden jene Informationen daher aus.

#### 2. Buch der Chronik
- 2 Chr 8,18 EU:

„Hiram schickte ihm (Salomo) durch seine Knechte Schiffe und geübte Seefahrer. Sie fuhren mit den Leuten Salomos nach Ofir, holten von dort 450 Talente Gold und brachten es dem König Salomo.“
- 2 Chr 9,10 EU:

„Auch die Leute Hirams und die Leute Salomos, die Gold aus Ofir holten, brachten Algummimholz und Edelsteine.“

#### Buch Tobit
- Tob 13,17 EU:

„Denn Jerusalem wird wieder aufgebaut aus Saphir und Smaragd; seine Mauern macht man aus Edelstein, seine Türme und Wälle aus reinem Gold; Jerusalems Plätze werden ausgelegt mit Beryll und Rubinen und mit Steinen aus Ofir.“

### Sonstige Quellen
Außer der Bibel und einer judäischen Inschrift aus dem 7. Jahrhundert v. Chr., die das „Gold aus Ophir“ erwähnt, gibt es noch einige arabische Berichte, die das Goldland „Afir“ erwähnen, das mit Ophir identisch sein dürfte.

## Lokalisierung
Der Ausgangspunkt der Fahrt zum Land Ophir war der Hafen Ezjon-Geber am äußersten Ende des Golfes von Akaba in der Nähe der heutigen Hafenstadt Eilat. Der Zeitpunkt der von König Salomo befohlenen Fahrt wird um das Jahr 940 v. Chr. angenommen.
Die Lokalisierung des Landes Ophir ist jedoch aufgrund der ungenauen Beschreibung durch die Bibel bei den Forschern umstritten. Möglicherweise befand es sich in Abessinien oder in Vorderasien. Nubien war für die alten Ägypter ein „Goldland“. Es wäre denkbar, dass auch Salomon von dort sein Gold hatte. Gesucht wurde Ophir auch in Somalia, Jemen, Persien oder an der Westküste Afrikas. Auch in der Neuen Welt ging man auf die Suche. Man vermutete es in Peru oder in der Karibik. Eine spanische Expedition suchte 1567 unter der Führung von Alvaro de Mendaña de Neyra Ophir im Pazifik. Sie entdeckten eine Inselgruppe und nannten sie Salomonen, obwohl dort seinerzeit kein Gold gefunden wurde.

### Sofala und Simbabwe

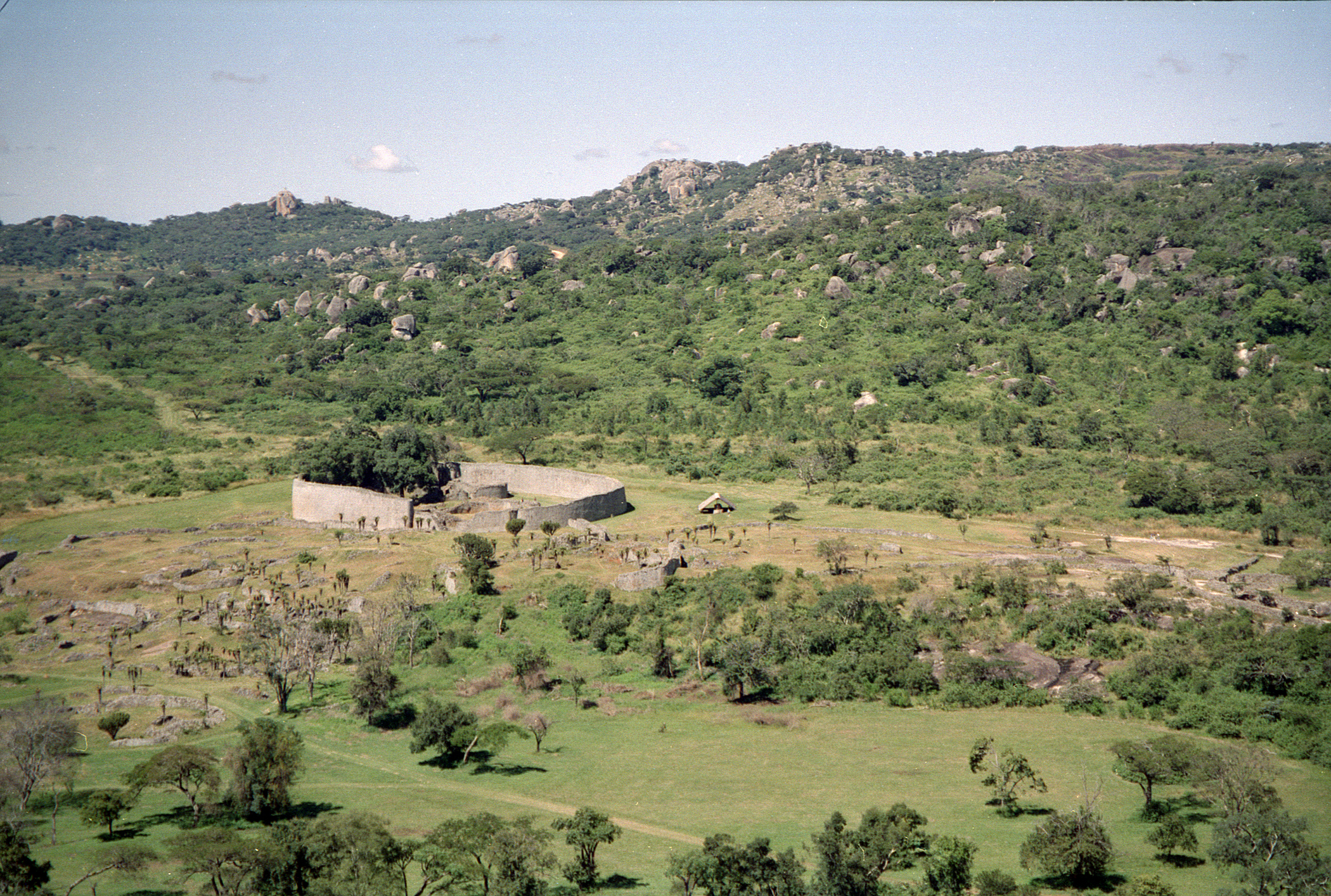
Im 19. Jh. galt Groß-Simbabwe als Ophir

1502 entdeckte Vasco da Gama die Stadt Sofala und bemerkte den Überfluss an Gold und Edelsteinen. Drei Jahre später errichteten die Portugiesen in Sofala eine Niederlassung. Sie meinten, Ophir entdeckt zu haben. Zwei weitere Jahre später wird von Groß-Simbabwe berichtet, das die Quelle für das Gold Sofalas war. Die Portugiesen betraten Simbabwe jedoch nie.
Im 19. Jahrhundert brachte der deutsche Afrikareisende Karl Mauch Ophir und Simbabwe wieder in Verbindung. Seine Theorie fand besonders in Deutschland und England viele Anhänger. Die Presse sprach von der Wiederentdeckung Ophirs. Der bekannte Verfasser von Abenteuerromanen Sir Henry Rider Haggard (1856–1925) machte den „Ophir“-Mythos populär, indem er seinen Helden Allan Quatermain in Südostafrika – freilich völlig unhistorisch – nach den Diamantenminen von König Salomo suchen ließ. Die Anspielungen auf den Kolonialisten Cecil Rhodes, der durch Diamantengeschäfte reich geworden war und das heutige Simbabwe unter britische Kontrolle gebracht hatte, waren unübersehbar.
Besonders lautstark vertrat Ende des Jahrhunderts der deutsche Afrikareisende und Kolonialist Carl Peters diese Auffassung und versuchte, die Namen „Ophir“ und „Afrika“ in einen etymologischen Zusammenhang zu bringen. Anfang des 20. Jahrhunderts wurde seine Theorie jedoch immer mehr kritisiert. Zuerst 1905 und endgültig 1952 wurde durch die Auswertung archäologischer Befunde nachgewiesen, dass Groß-Simbabwe im frühen Mittelalter von den schwarzafrikanischen Shona gegründet wurde. Damit ist ein Kontakt mit König Salomon durch den großen zeitlichen Unterschied von fast 2000 Jahren ausgeschlossen. Allerdings galt die alte „Ophir-Theorie“ im weißen Rhodesien, dem heutigen Simbabwe, als offizielle Staatsideologie, weil mit ihr behauptet werden konnte, dass die Schwarzafrikaner schon im Altertum nur durch Zwang von hellhäutigen Rassen zur Arbeit hätten gezwungen werden können. Der Archäologe Peter Garlake, dem der endgültige Beweis für die schwarzafrikanischen Ursprünge der Ruinenanlage gelungen war, durfte seine Forschungsergebnisse nicht in Rhodesien veröffentlichen. Vereinzelt erscheinen auch heute noch Bücher, in denen der nicht-afrikanische Ursprung der Ruinen behauptet und ein Zusammenhang mit Phöniziern oder Ägyptern hergestellt wird.
Die ebenfalls im 19. Jahrhundert aufgestellte Theorie des Indologen Christian Lassen, Ophir sei an der Nordwestküste von Ostindien, nahe der Mündung des Indusflusses gelegen, und der Name Ophir sei vom nordindischen Volksstamm der „Abhira“ abgeleitet worden, wurde durch die Auseinandersetzung um Sofala und Simbabwe an den Rand gedrängt.